# Aluniș (okręg Buzău)
Aluniș – wieś w Rumunii, w okręgu Buzău, w gminie Colți. W 2011 roku liczyła 154 mieszkańców.